# فضای سه‌گوش
فضای سه‌گوش یکی از ورودی‌های جدار پشتی زیربغل (آگزیلا) است. این فضا نباید با فاصله سه‌گوش که عصب زند اعلایی (عصب رادیال) از آن می‌گذرد اشتباه گرفته شود.
فضای سه‌گوش منطقهٔ ارتباطی میان زیربغل و ناحیهٔ پشتی کتف است.

## مرزها
- ماهیچه گرد بزرگ[۱] در کنار پایینی
- سر دراز ماهیچه سه‌سر بازویی در کنار خارجی
- ماهیچه زیرکتفی در کنار بالایی

## محتویات
رگ‌های چرخشی شانه از این فضا عبور می‌کنند.